# Ильяшевка (Ровненская область)
Ильяшевка (укр. Ілляшівка) — село в Острожской городской общине Ровненского района Ровненской области Украины.
До 2020 года входило в Острожский район.
Население по переписи 2001 года составляло 143 человека. Почтовый индекс — 35850. Телефонный код — 3654. Код КОАТУУ — 5624283605.